# 米哈伊爾·謝普金
米哈伊尔·谢苗诺维奇·谢普金（羅馬化：Mikhail Semyonovich Shchepkin；1788年11月17日—1863年8月11日），俄國演員。被认为是俄罗斯戲劇現實主義之父，并通过其学生格利凱里婭·費多托娃的影响，对康斯坦丁·斯坦尼斯拉夫斯基（生于谢普金去世的那一年）發表的体系影響至關重要，谢普金在俄罗斯戏剧史與大衛·加雷克在英国戏剧史的角色不相上下。